# Leone
Leone – jednostka walutowa Sierra Leone od 1964 roku. W 2021 doszło do denominacji 1 SLE do 1000 SLL. 1 leone to 100 centów.
W obiegu przed denominacją znajdowały się:
- Monety o nominałach 10, 50, 100 i 500 leone.
- Banknoty o nominałach 1000, 2000, 5000, 10000 leone.

Po denominacji w obiegu znajdują się:
- Monety o nominałach 1, 5, 10, 50 centów.
- Banknoty o nominałach 1, 2, 5, 10, 20 leone.